# 大野隆治
大野 隆治（おおの りゅうじ、1980年（昭和55年）5月11日 - ）は、福岡県遠賀郡岡垣町出身の元プロ野球選手（捕手）。2004年から2005年の登録名は大野立詞（読み同じ）。

## 来歴
東福岡高3年の時には春夏を通じて甲子園に出場するなど、高校時代から強肩強打の捕手として有名だった。
日本大学へ進学。東都大学リーグ通算63試合出場、192打数39安打、打率.203、2本塁打、19打点。2001年春季リーグ戦でベストナイン受賞し、大学選手権では館山昌平とのバッテリーで準優勝。2002年（平成14年）のドラフト5巡目でホークス（当時）に入団。
ポスト城島健司候補の一人で、2004年のシーズンオフには城島と自主トレを行って同年フレッシュオールスターゲーム出場。しかしながら、城島がシアトル・マリナーズへ移籍した2006年のシーズンにも出場機会は無かった。
2007年10月27日、ホークスから戦力外通告を受け、11月30日付で自由契約が公示された。なお、11月26日にヤフードームで行われた「感謝の集い2007」で、同じく戦力外通告を受けていた倉野信次、田之上慶三郎、稲嶺誉らと共に別れのセレモニーに参加した。
2008年、現役を諦めきれず母校の日大で練習を重ね12球団合同トライアウトに参加した。
2009年1月22日、同月26日付でホークス野球振興部への入団が発表された。

## 人物
- 村田修一とは高校、大学ともにチームメイトで高校時代はバッテリーを組んでいた（最初は大野が投手で、村田が捕手だった時期もあった）[1]。また、甲子園で松坂大輔率いる横浜高校と対戦した時は3番村田・4番大野というクリーンナップを組んだ。さらに1番には田中賢介がいるという打線であった。
- 大学時代は館山昌平、堤内健（元横浜）、そして高校時代と同じく村田と野球部同期であった。

## 詳細情報

### 年度別打撃成績
| 年 度    | 球 団                 | 試 合 | 打 席 | 打 数 | 得 点 | 安 打 | 二 塁 打 | 三 塁 打 | 本 塁 打 | 塁 打 | 打 点 | 盗 塁 | 盗 塁 死 | 犠 打 | 犠 飛 | 四 球 | 敬 遠 | 死 球 | 三 振 | 併 殺 打 | 打 率 | 出 塁 率 | 長 打 率 | O P S |
| -------- | --------------------- | ----- | ----- | ----- | ----- | ----- | -------- | -------- | -------- | ----- | ----- | ----- | -------- | ----- | ----- | ----- | ----- | ----- | ----- | -------- | ----- | -------- | -------- | ----- |
| 2004     | ダイエー ソフトバンク | 5     | 1     | 0     | 1     | 0     | 0        | 0        | 0        | 0     | 0     | 0     | 0        | 0     | 0     | 1     | 0     | 0     | 0     | 0        | ----  | 1.000    | ----     | ----  |
| 2007     | ダイエー ソフトバンク | 2     | 0     | 0     | 0     | 0     | 0        | 0        | 0        | 0     | 0     | 0     | 0        | 0     | 0     | 0     | 0     | 0     | 0     | 0        | ----  | ----     | ----     | ----  |
| 通算:2年 | 通算:2年              | 7     | 1     | 0     | 1     | 0     | 0        | 0        | 0        | 0     | 0     | 0     | 0        | 0     | 0     | 1     | 0     | 0     | 0     | 0        | ----  | 1.000    | ----     | ----  |

- ダイエー（福岡ダイエーホークス）は、2005年にソフトバンク（福岡ソフトバンクホークス）に球団名を変更

### 記録
- 初出場：2004年7月1日、対オリックス・ブルーウェーブ17回戦（Yahoo! BBスタジアム）、7回裏に城島健司に代わり捕手で出場
- 初打席：2004年7月3日、対千葉ロッテマリーンズ16回戦（福岡ドーム）、9回裏に薮田安彦から四球

### 背番号
- 25 （2003年 - 2007年）

### 登録名
- 大野 隆治 （おおの りゅうじ、2003年、2006年 - 2007年）
- 大野 立詞 （おおの りゅうじ、2004年 - 2005年）